# Campeonato Europeo de Halterofilia de 1974
El LIII Campeonato Europeo de Halterofilia se celebró en Verona (Italia) entre el 27 de mayo y el 6 de junio de 1974 bajo la organización de la Federación Europea de Halterofilia (EWF) y la Federación Italiana de Halterofilia.

## Medallistas
| Evento  | Oro                                | Plata                                | Bronce                           |
| ------- | ---------------------------------- | ------------------------------------ | -------------------------------- |
| 52 kg   | Zygmunt Smalcerz · Polonia · 230,0 | Lajos Szűcs · Hungría · 227,5        | Mustar Mustafov Bulgaria 227,5   |
| 56 kg   | Atanas Kirov Bulgaria 257,5        | Vladimir Anikin URSS 247,5           | Karel Prohl Checoslovaquia 245,0 |
| 60 kg   | Gueorgui Todorov Bulgaria 272,5    | Dito Shanidze URSS 272,5             | Norair Nurikian Bulgaria 265,0   |
| 67,5 kg | Mujarbi Kirzhinov URSS 300,0       | Zbigniew Kaczmarek · Polonia · 297,5 | Walter Legel · Austria · 280,0   |
| 75 kg   | Nedelcho Kolev Bulgaria 340,0      | Peter Wenzel RDA 327,5               | Viktor Kurentsov URSS 325,0      |
| 82,5 kg | Vladimir Ryzhenkov URSS 357,5      | Trendafil Stoichev Bulgaria 347,5    | Rumen Rusev Bulgaria 345,0       |
| 90 kg   | David Rigert URSS 385,0            | Andon Nikolov Bulgaria 385,0         | Serguei Poltoratski URSS 362,5   |
| 110 kg  | Valeri Ustiuzhin URSS 390,0        | Valentin Jristov Bulgaria 387,5      | Jürgen Ciezki RDA 370,0          |
| +110 kg | Vasili Alexeyev URSS 422,5         | Gerd Bonk RDA 402,5                  | Serge Reding · Bélgica · 400,0   |

1. 1 2 3  Arrancada (kg) + dos tiempos (kg) = total olímpico (kg).

## Medallero
| Núm. | País           | Oro | Plata | Bronce | Total |
| ---- | -------------- | --- | ----- | ------ | ----- |
| 1    | URSS           | 5   | 2     | 2      | 9     |
| 2    | Bulgaria       | 3   | 3     | 3      | 9     |
| 3    | Polonia        | 1   | 1     | 0      | 2     |
| 4    | RDA            | 0   | 2     | 1      | 3     |
| 5    | Hungría        | 0   | 1     | 0      | 1     |
| 6    | Austria        | 0   | 0     | 1      | 1     |
| 6    | Bélgica        | 0   | 0     | 1      | 1     |
| 6    | Checoslovaquia | 0   | 0     | 1      | 1     |
|      | TOTAL          | 9   | 9     | 9      | 27    |